# Gauliga Schlesien
La Gauliga Schlesien fue la liga de fútbol más importante de la región de Silesia durante el gobierno de la Alemania Nazi entre 1933 y 1941.

## Historia
La liga fue creada en 1941 por orden de la Oficina Nazi de Deportes luego de que los nazis llegaran al poder en Alemania a causa del Tercer Reich.
En su primera temporada la liga contó con la participación de 10 equipos, los cuales se enfrentaron todos contra todos a visita recíproca, en donde el campeón de liga clasificaba a la fase nacional de la Gauliga y los dos últimos lugares de cada temporada descendían de categoría. El formato de competencia se mantuvo hasta 1939.
A causa del inicio de la Segunda Guerra Mundial en 1939, la liga fue dividida en dos grupos regionales, uno de cinco equipos y el otro de siete, aunque el inicio de la temporada 1939/40 fue retrasado hasta diciembre de 1939 por la guerra. Los ganadores de cada grupo se enfrentaban en una final a visita recíproca para definir al campeón de la liga. En la temporada 1940/41 la liga retornó a su formato de un solo grupo pero ahora con once equipos, ahora con la diferencia de que participaron equipos de los territorios ocupados de Polonia. 
Fue la última temporada de la liga, y no llegó a concluir ya que los equipos les faltaban uno o dos partidos, se declaró a un campeón pero la liga fue cancelada. Posteriormente en 1941 la liga fue dividida en la Gauliga Niederschlesien y la Gauliga Oberschlesien.

## Equipos Fundadores
Estos fueron los diez equipos que participaron en la temporada inaugural de la liga en 1933/34:
| - Beuthener SuSV 09 - SpVgg 02 Breslau - SC Hertha Breslau - Vorwärts-Rasensport Gleiwitz - SC Vorwärts Breslau | - SpVgg Ratibor 03 - SC Preußen Hindenburg - FV 06 Breslau - SV 1919 Hoyerswerda - STC Görlitz |

## Lista de Campeones
| Temporada | Campeón                      | Finalista                    |
| --------- | ---------------------------- | ---------------------------- |
| 1933-34   | Beuthener SuSV 09            | SpVgg 02 Breslau             |
| 1934-35   | Vorwärts-Rasensport Gleiwitz | SC Vorwärts Breslau          |
| 1935-36   | Vorwärts-Rasensport Gleiwitz | SC Preußen Hindenburg        |
| 1936-37   | Beuthener SuSV 09            | Vorwärts-Rasensport Gleiwitz |
| 1937-38   | Vorwärts-Rasensport Gleiwitz | SpVgg 02 Breslau             |
| 1938-39   | Vorwärts-Rasensport Gleiwitz | SC Preußen Hindenburg        |
| 1939-40   | Vorwärts-Rasensport Gleiwitz | FV 06 Breslau                |
| 1940-41   | Vorwärts-Rasensport Gleiwitz | Germania Königshütte         |

## Posiciones Finales 1933-41
| Club                         | 1934 | 1935 | 1936 | 1937 | 1938 | 1939 | 1940 | 1941 |
| ---------------------------- | ---- | ---- | ---- | ---- | ---- | ---- | ---- | ---- |
| Beuthener SuSV 09            | 1    | 3    | 3    | 1    | 10   |      | 3    | 8    |
| SpVgg Breslau 02             | 2    | 7    | 5    | 3    | 2    | 4    | 4    | 5    |
| Hertha Breslau               | 3    | 9    |      | 8    | 4    | 3    | 3    | 7    |
| Vorwärts-Rasensport Gleiwitz | 4    | 1    | 1    | 2    | 1    | 1    | 1    | 1    |
| Vorwärts Breslau             | 5    | 2    | 8    | 7    | 9    |      |      | 10   |
| SpVgg Ratibor 03             | 6    | 4    | 7    | 10   |      | 6    | 6    |      |
| SC Preußen Hindenburg        | 7    | 8    | 2    | 6    | 3    | 2    | 2    | 6    |
| FV 06 Breslau                | 8    | 6    | 4    | 4    | 8    | 8    | 1    | 9    |
| SV Hoyerswerda               | 9    |      |      |      |      |      |      |      |
| STC Görlitz                  | 10   |      |      |      |      |      | 8    |      |
| Deichsel Hindenburg          |      | 5    | 9    |      |      |      |      |      |
| Schlesien Haynau             |      | 10   |      |      |      |      |      |      |
| VfB Gleiwitz                 |      |      | 6    | 9    |      |      |      |      |
| VfB Breslau                  |      |      | 10   |      |      |      | 7    |      |
| Reichsbahn Gleiwitz          |      |      |      | 5    | 6    | 5    | 5    |      |
| SV Klettendorf               |      |      |      |      | 5    | 9    | 5    |      |
| Sportfreunde Klausberg       |      |      |      |      | 7    | 7    | 4    |      |
| 1. FC Breslau                |      |      |      |      |      | 10   | 6    |      |
| ATSV Liegnitz                |      |      |      |      |      |      | 2    |      |
| Germania Königshütte         |      |      |      |      |      |      |      | 2    |
| TuS Schwientochlowitz        |      |      |      |      |      |      |      | 3    |
| 1. FC Kattowitz              |      |      |      |      |      |      |      | 4    |
| VfB Liegnitz                 |      |      |      |      |      |      |      | 11   |

- La temporada 1940-41 no se terminó, el Germania Königshütte era el líder de la liga luego de 19 de 20 partidos, pero el Vorwärts Rasensport Gleiwitz fue declarado campeón aunque iba en segundo lugar con dos puntos menos y tres partidos por jugar.

## Equipos de Polonia en la Gauliga Schlesien
En 1940, equipos del territorio ocupado de Polonia participaron en la Gauliga. Estos equipos, de la región de Alta Silesia, solo tomaron parte dentro de la estructura del fútbol alemán tras el proceso de germanización en el que se declararon como alemanes.
Los siguientes equipos participaron en la Gauliga bajo nombres alemanes:
- TuS Schwientochlowitz, era Śląsk Świętochłowice
- TuS Lipine, era Naprzód Lipiny
- Germania Königshütte, era AKS Chorzów
- 1. FC Kattowitz, conservósu nombre
- Bismarckhütter SV 99, era Ruch Chorzów
- RSG Myslowitz, de Mysłowice
- Sportfreunde Knurow, de Knurów
- Adler Tarnowitz, de Tarnowskie Góry
- Reichsbahn SG Kattowitz, de Katowice